# راين ويلسون
راين ويلسون (بالإنجليزية: Rainn Wilson) (و. 1966  م) هو ممثل هزلي، ومخرج أفلام، وكاتب، ومدون، وممثل تعبيري، وممثل تلفزي، وممثل أفلام أمريكي، ولد في سياتل.

## التعليم
تعلم في جامعة واشنطن، وجامعة تافتس، ومدرسة تيش العليا للفنون.

## وصلات خارجية
- راين ويلسون على موقع IMDb (الإنجليزية)
- راين ويلسون على موقع روتن توميتوز (الإنجليزية)
- راين ويلسون على موقع ألو سيني (الفرنسية)
- راين ويلسون على موقع ميوزك برينز (الإنجليزية)
- راين ويلسون على موقع أول موفي (الإنجليزية)
- راين ويلسون على موقع قاعدة بيانات برودواي على الإنترنت (الإنجليزية)
- راين ويلسون على موقع قاعدة بيانات الأفلام السويدية (السويدية)
- راين ويلسون على موقع إن إن دي بي (الإنجليزية)
- راين ويلسون على موقع قاعدة بيانات الفيلم (الإنجليزية)
- راين ويلسون على موقع كينوبويسك (الروسية)